# Манохин, Александр Николаевич
Александр Николаевич Манохин (8 июля 1920, Хоботец-Васильевское, Тамбовская губерния — 25 января 1995, Тверь) — советский лётчик, Герой Советского Союза.

## Биография
Родился в 1920 году в селе Хоботец-Васильевское (ныне — Первомайского района Тамбовской области). После школы уехал работать слесарем на одном из заводов Москвы, одновременно учился в аэроклубе.
В Красной Армии с 1939 года. В 1940 году окончил военную школу лётчиков им. В. П. Чкалова в Борисоглебске. С июля 1941 года на фронте. В 15-м гвардейском штурмовом авиационном полку 277-й штурмовой авиационной дивизии 13-й воздушной армии Ленинградского фронта прошёл путь от пилота до помощника командира полка.
Воевал на Западном, Ленинградском, 3-м Белорусском фронтах. Сражался под Стародубом и Ельней, защищал небо Ленинграда, участвовал в прорыве блокады, в боях за Кёнигсберг (Калининград) и Пиллау (Балтийск), в освобождении Земландского полуострова.
7 ноября 1941 года немецкое командование готовило массированный налёт на г. Ленинград. Чтобы сорвать вражеские замыслы, было решено разбомбить немецкие аэродромы. А. Манохин, возглавив группу штурмовиков, осуществил эффективный налёт на немецкий аэродром «Сиверская». На земле было уничтожено 25 бомбардировщиков врага.
К июлю 1944 года совершил 219 боевых вылетов. В воздушных боях сбил 3 и в группе — 8 самолётов противника.
Указом Президиума Верховного Совета СССР от 19 августа 1944 года «за образцовое выполнение боевых заданий командования на фронте борьбы с немецко-фашистским захватчиками и проявленные при этом мужество и героизм» гвардии капитану Манохину Александру Николаевичу присвоено звание Героя Советского Союза с вручением ордена «Ленин» и медали «Золотая Звезда».
До конца войны совершил ещё 61 боевой вылет, уничтожил на земле 60 танков и 10 самолётов противника.
После войны продолжал службу в ВВС. В 1955 году окончил Военно-воздушную академию. С 1957 года в запасе в звании полковника. Жил в городе Калинине. Работал инженером в холодильной промышленности. В 1974 году пришёл на службу в производственно-диспетчерскую часть ОН-55/1, где проработал до января 1991 года.
Умер 25 января 1995 года. Похоронен на Дмитрово-Черкасском кладбище (город Тверь).

## Награды
Награждён орденом «Ленин», тремя орденами «Красное Знамя», орденом «Александр Невский», двумя орденами «Отечественная война» 1-й степени, орденом «Красная Звезда», медалями.

## Память
Мемориальные доски установлена по адресам:
- Тверь, п. Большие Перемерки, д.18;
- на здании школы в селе Хоботец-Васильевское Первомайского района Тамбовской области;
- на памятнике воинам-победителям в селе Хоботец-Васильевское Первомайского района Тамбовской области.